# Asya Abdullah
Asya Abdullah es una político kurda que trabaja para establecer una autonomía democrática en Rojava, al norte de Siria. Es la copresidente del Partido de la Unión Democrática (Siria), la potencia motriz de la revolución que está teniendo lugar en Rojava. Ella se ha presentado en numerosas conferencias y está dirigiéndose activamente a activistas, académicos y líderes del mundo para obtener apoyo para Rojava.

## Carrera política

### Primeras actividades políticas
Se calcula que Abdullah militó en el Partido de los Trabajadores del Kurdistán (PKK) durante 25 años. Como miembro del PKK, participó activamente en las zonas iraquíes de Qandil y Gara y, más tarde, en Siria.

### Partido de la Unión Democrática (PYD)
En 2003, Abdullah se convirtió en miembro fundador del Partido de la Unión Democrática (PYD), con el objetivo de construir una democracia de base a través de consejos populares y de mujeres. Fue elegida copresidenta del PYD en junio de 2012 y dirigió el partido junto a Salih Muslim hasta septiembre de 2017.
Como copresidente del PYD, Abdullah representó a Rojava en el contexto de la guerra civil siria. En una entrevista, Abdullah declaró que "no se encontrará ninguna solución a través de la violencia", pero que "la formación de los cantones y la construcción de la autonomía democrática está sirviendo de ejemplo para los pueblos del país".
En noviembre de 2016, Abdullah pronunció un discurso de apertura en la Cumbre del Nuevo Mundo en Oslo, en el que describió el revolucionario "experimento de Rojava".